# Pempheris nyctereutes
Pempheris nyctereutes är en fiskart som beskrevs av Jordan och Barton Warren Evermann 1902. Pempheris nyctereutes ingår i släktet Pempheris och familjen Pempheridae. Inga underarter finns listade i Catalogue of Life.